# Copa Mundial de Fútbol Sub-20 de 2013
La Copa Mundial de Fútbol Sub-20 de 2013 fue la XIX edición de dicho torneo. Se llevó a cabo entre el 21 de junio y el 13 de julio de 2013 en Turquía, anunciado como anfitrión el 3 de marzo de 2011, siendo esta la primera vez que el país albergó un torneo de la FIFA, y la tercera ocasión en que el torneo se celebra en dos continentes simultáneamente entendiendo que ciudades de Turquía se encuentran en: Asia y otras en Europa. Se utilizaron siete estadios repartidos en siete ciudades.

## Organización

### Sedes
Las sedes confirmadas el día 29 de septiembre de 2010 fueron: Estambul, Bursa, Antalya, Trebisonda, Rize, Kayseri y Gaziantep.
| Turquía                   | Turquía                                         | Turquía                                         |
| Estambul                  | Bursa                                           | Antalya                                         |
| ------------------------- | ----------------------------------------------- | ----------------------------------------------- |
| Türk Telekom Arena        | Estadio Bursa Atatürk                           | Estadio de la Universidad Akdeniz               |
| Capacidad: 52 652         | Capacidad: 25 213                               | Capacidad: 7 083                                |
|                           |                                                 |                                                 |
| Trabzon                   | EstambulBursaAntalyaTrabzonGaziantepKayseriRize | EstambulBursaAntalyaTrabzonGaziantepKayseriRize |
| Estadio Hüseyin Avni Aker | EstambulBursaAntalyaTrabzonGaziantepKayseriRize | EstambulBursaAntalyaTrabzonGaziantepKayseriRize |
| Capacidad: 23 772         | EstambulBursaAntalyaTrabzonGaziantepKayseriRize | EstambulBursaAntalyaTrabzonGaziantepKayseriRize |
|                           | EstambulBursaAntalyaTrabzonGaziantepKayseriRize | EstambulBursaAntalyaTrabzonGaziantepKayseriRize |
| Gaziantep                 | Kayseri                                         | Rize                                            |
| Estadio Kamil Ocak        | Estadio Kadir Has                               | Estadio Yeni Rize Şehir                         |
| Capacidad: 16 981         | Capacidad: 32 864                               | Capacidad: 15 485                               |
|                           |                                                 |                                                 |

### Árbitros
| Confederación | Árbitro                  | Asistentes                                            |
| ------------- | ------------------------ | ----------------------------------------------------- |
| AFC           | Ben Williams             | Matthew Cream Hakan Anaz                              |
| AFC           | Nawaf Shukralla          | Yaser Tulefat Ebrahim Saleh                           |
| AFC           | Alireza Faghani          | Hassan Kamranifar Reza Sokhandan                      |
| CAF           | Néant Alioum             | Evarist Menkouande Peter Edibe                        |
| CAF           | Bakary Gassama           | Angesom Ogbamariam Félicien Kabanda                   |
| CAF           | Noumandiez Doue          | Songuifolo Yeo Jean-Claude Birumushahu                |
| Concacaf      | Walter López             | Gerson López Leonel Leal                              |
| Concacaf      | Roberto García           | José Luis Camargo Alberto Morín                       |
| Concacaf      | Roberto Moreno           | Daniel Williamson Keyztel Corrales                    |
| Conmebol      | Sandro Ricci             | Alessandro Rocha Emerson de Carvalho                  |
| Conmebol      | Wilmar Roldán            | Humberto Clavijo Eduardo Díaz                         |
| Conmebol      | Carlos Vera              | Christian Lescano Byron Romero                        |
| Conmebol      | Antonio Arias            | Rodney Aquino Carlos Cáceres                          |
| Conmebol      | Víctor Carrillo          | Jonny Bossio César Escano                             |
| OFC           | Peter O'Leary            | Jan Hendrik Hintz Ravinesh Kumar                      |
| UEFA          | Stéphane Lannoy          | Frédéric Cano Michaël Annonier                        |
| UEFA          | Viktor Kassai            | Gábor Erős István Albert                              |
| UEFA          | Nicola Rizzoli           | Renato Faverani Andrea Stefani                        |
| UEFA          | Milorad Mažić            | Milovan Ristić Dalibor Djurdjević                     |
| UEFA          | Damir Skomina            | Matej Žunič Bojan Ul                                  |
| UEFA          | Alberto Undiano Mallenco | Raúl Cabañero Martínez Roberto Díaz Pérez del Palomar |
| UEFA          | Jonas Eriksson           | Mathias Klasenius Daniel Wärnmark                     |
| UEFA          | Cüneyt Çakır             | Bahattin Duran Tarık Ongun                            |

## Equipos participantes
En total son 24 equipos de las 6 confederaciones afiliadas a la FIFA los que tomarán parte en el Mundial Sub-20 de 2013. Cabe destacar que las dos selecciones con más títulos, Argentina y Brasil, quedaron fuera del mundial. En cursiva los equipos debutantes.
| Clasificatorias | Clasificatorias | Clasificatorias | Clasificatorias | Clasificatorias | Clasificatorias |
| --------------- | --------------- | --------------- | --------------- | --------------- | --------------- |
| CAF             | AFC             | UEFA            | Concacaf        | OFC             | Conmebol        |

| Equipos participantes | Equipos participantes | Equipos participantes | Equipos participantes |
| --------------------- | --------------------- | --------------------- | --------------------- |
| Australia             | Egipto                | Grecia                | Nueva Zelanda         |
| Chile                 | El Salvador           | Inglaterra            | Paraguay              |
| Colombia              | España                | Irak                  | Portugal              |
| Corea del Sur         | Estados Unidos        | Malí                  | Turquía               |
| Croacia               | Francia               | México                | Uruguay               |
| Cuba                  | Ghana                 | Nigeria               | Uzbekistán            |

### Sorteo
Para el sorteo se dividieron los equipos clasificados en cuatro bombos, uno destinado para los campeones de cada continente y los tres restantes juntando a las selecciones por confederación. En el momento del sorteo aún no habían finalizado los torneos clasificatorios de África y Oceanía. Dado que las selecciones africanas contaban con más de un equipo, el 30 de marzo se sortearon las colocaciones de tres de los equipos, mientras que ya estuviera definido el grupo a donde iría el campeón del torneo.
| Bombo 1                                                                           | Bombo 2                                     | Bombo 3                                                | Bombo 4                                                               |
| --------------------------------------------------------------------------------- | ------------------------------------------- | ------------------------------------------------------ | --------------------------------------------------------------------- |
| Corea del Sur Campeón CAF México Colombia Campeón OFC España(asignada al grupo A) | Australia Irak Uzbekistán CAF 2 CAF 3 CAF 4 | Cuba El Salvador Estados Unidos Chile Paraguay Uruguay | Croacia Inglaterra Francia Grecia Portugal Turquía (asignada como C1) |

Después del sorteo, Nueva Zelanda confirmó su clasificación como campeona de Oceanía, mientras que días más tarde Egipto se proclamó de igual manera en el torneo africano. Los tres puestos restantes africanos se definieron una vez que finalizó el torneo. Ghana fue colocado en el grupo A, mientras Nigeria quedó en el grupo B y Malí en el grupo D.

## Primera fase
Clasifican a los octavos de final, los dos primeros de cada grupo, junto con los cuatro mejores terceros.
- Los horarios correspondieron a la hora legal de Turquía (UTC +3).
- Leyenda: Pts: Puntos; PJ: Partidos jugados; PG: Partidos ganados; PE: Partidos empatados; PP: Partidos perdidos; GF: Goles a favor; GC: Goles en contra; Dif: Diferencia de goles.

### Grupo A
| Equipo         | Pts | PJ | PG | PE | PP | GF | GC | Dif |
| -------------- | --- | -- | -- | -- | -- | -- | -- | --- |
| España         | 9   | 3  | 3  | 0  | 0  | 7  | 2  | 5   |
| Francia        | 4   | 3  | 1  | 1  | 1  | 5  | 4  | 1   |
| Ghana          | 3   | 3  | 1  | 0  | 2  | 5  | 5  | 0   |
| Estados Unidos | 1   | 3  | 0  | 1  | 2  | 3  | 9  | -6  |

| 21 de junio de 2013, 18:00 | Francia                                   | 3:1 (0:0) | Ghana      | Türk Telekom Arena, Estambul                             |                                                          |
|                            | Kondogbia 65' · Sanogo 68' · Bahebeck 79' | Reporte   | Boakye 85' | Asistencia: 4 133 espectadores Árbitro(s): Wilmar Roldán | Asistencia: 4 133 espectadores Árbitro(s): Wilmar Roldán |

| 21 de junio de 2013, 21:00 | Estados Unidos | 1:4 (0:3) | España                         | Türk Telekom Arena, Estambul                              |                                                           |
|                            | Gil 77'        | Reporte   | Jesé 5' 44' · Deulofeu 42' 61' | Asistencia: 4 133 espectadores Árbitro(s): Bakary Gassama | Asistencia: 4 133 espectadores Árbitro(s): Bakary Gassama |

| 24 de junio de 2013, 18:00 | Francia           | 1:1 (0:0) | Estados Unidos | Türk Telekom Arena, Estambul                           |                                                        |
|                            | Sanogo 48' (pen.) | Reporte   | Cuevas 85'     | Asistencia: 4 120 espectadores Árbitro(s): Carlos Vera | Asistencia: 4 120 espectadores Árbitro(s): Carlos Vera |

| 24 de junio de 2013, 18:00 | España   | 1:0 (1:0) | Ghana | Türk Telekom Arena, Estambul                            |                                                         |
|                            | Jesé 13' | Reporte   |       | Asistencia: 4 120 espectadores Árbitro(s): Ben Williams | Asistencia: 4 120 espectadores Árbitro(s): Ben Williams |

| 27 de junio de 2013, 20:00 | España                 | 2:1 (1:0) | Francia    | Türk Telekom Arena, Estambul                              |                                                           |
|                            | Alcácer 23' · Jesé 56' | Reporte   | Vion 90+1' | Asistencia: 7 511 espectadores Árbitro(s): Jonas Eriksson | Asistencia: 7 511 espectadores Árbitro(s): Jonas Eriksson |

| 27 de junio de 2013, 20:00 | Ghana                                         | 4:1 (1:0) | Estados Unidos | Estadio Kadir Has, Kayseri                                 |                                                            |
|                            | Acheampong 38' · Assifuah 58' 78' · Ashia 83' | Reporte   | O'Neill 69'    | Asistencia: 4 873 espectadores Árbitro(s): Nawaf Shukralla | Asistencia: 4 873 espectadores Árbitro(s): Nawaf Shukralla |

### Grupo B
| Equipo        | Pts | PJ | PG | PE | PP | GF | GC | Dif |
| ------------- | --- | -- | -- | -- | -- | -- | -- | --- |
| Portugal      | 7   | 3  | 2  | 1  | 0  | 10 | 4  | 6   |
| Nigeria       | 6   | 3  | 2  | 0  | 1  | 6  | 3  | 3   |
| Corea del Sur | 4   | 3  | 1  | 1  | 1  | 4  | 4  | 0   |
| Cuba          | 0   | 3  | 0  | 0  | 3  | 1  | 10 | -9  |

| 21 de junio de 2013, 18:00 | Cuba     | 1:2 (1:0) | Corea del Sur                 | Estadio Kadir Has, Kayseri                               |                                                          |
|                            | Reyes 7' | Reporte   | Kwon 51' (pen.) · Woo Ryu 83' | Asistencia: 10 428 espectadores Árbitro(s): Cüneyt Çakır | Asistencia: 10 428 espectadores Árbitro(s): Cüneyt Çakır |

| 21 de junio de 2013, 21:00 | Nigeria        | 2:3 (0:2) | Portugal                       | Estadio Kadir Has, Kayseri                                  |                                                             |
|                            | Ajagun 57' 67' | Reporte   | «Bruma» 30' 69' · «Aladje» 34' | Asistencia: 10 428 espectadores Árbitro(s): Víctor Carrillo | Asistencia: 10 428 espectadores Árbitro(s): Víctor Carrillo |

| 24 de junio de 2013, 18:00 | Cuba | 0:3 (0:2) | Nigeria                    | Estadio Kadir Has, Kayseri                               |                                                          |
|                            |      | Reporte   | Aminu 19' 23' · Ajagun 67' | Asistencia: 1 058 espectadores Árbitro(s): Viktor Kassai | Asistencia: 1 058 espectadores Árbitro(s): Viktor Kassai |

| 24 de junio de 2013, 21:00 | Portugal              | 2:2 (1:1) | Corea del Sur          | Estadio Kadir Has, Kayseri                             |                                                        |
|                            | Aladje 3' · Bruma 60' | Reporte   | Woo Ryu 45' · Hyun 76' | Asistencia: 1 058 espectadores Árbitro(s): Water López | Asistencia: 1 058 espectadores Árbitro(s): Water López |

| 27 de junio de 2013, 18:00 | Corea del Sur | 0:1 (0:1) | Nigeria   | Türk Telekom Arena, Estambul                             |                                                          |
|                            |               | Reporte   | Kayode 9' | Asistencia: 7 511 espectadores Árbitro(s): Peter O'Leary | Asistencia: 7 511 espectadores Árbitro(s): Peter O'Leary |

| 27 de junio de 2013, 18:00 | Portugal                                             | 5:0 (3:0) | Cuba | Estadio Kadir Has, Kayseri                               |                                                          |
|                            | Ricardo 15' · Aladje 37' · Bruma 43' 62' · Tó Zé 69' | Reporte   |      | Asistencia: 4 873 espectadores Árbitro(s): Wilmar Roldán | Asistencia: 4 873 espectadores Árbitro(s): Wilmar Roldán |

### Grupo C
| Equipo      | Pts | PJ | PG | PE | PP | GF | GC | Dif |
| ----------- | --- | -- | -- | -- | -- | -- | -- | --- |
| Colombia    | 7   | 3  | 2  | 1  | 0  | 5  | 1  | 4   |
| Turquía     | 6   | 3  | 2  | 0  | 1  | 5  | 2  | 3   |
| El Salvador | 3   | 3  | 1  | 0  | 2  | 2  | 7  | -5  |
| Australia   | 1   | 3  | 0  | 1  | 2  | 3  | 5  | -2  |

| 22 de junio de 2013, 18:00 | Colombia    | 1:1 (0:0) | Australia    | Estadio Hüseyin Avni Aker, Trabzon                       |                                                          |
|                            | Córdoba 78' | Reporte   | De Silva 46' | Asistencia: 4 662 espectadores Árbitro(s): Milorad Mažić | Asistencia: 4 662 espectadores Árbitro(s): Milorad Mažić |

| 22 de junio de 2013, 21:00 | Turquía                      | 3:0 (1:0) | El Salvador | Estadio Hüseyin Avni Aker, Trabzon                      |                                                         |
|                            | Ucan 9' · Cenk Şahin 46' 64' | Reporte   |             | Asistencia: 4 662 espectadores Árbitro(s): Sandro Ricci | Asistencia: 4 662 espectadores Árbitro(s): Sandro Ricci |

| 25 de junio de 2013, 18:00 | Australia    | 1:2 (1:2) | El Salvador         | Estadio Hüseyin Avni Aker, Trabzon |                             |
|                            | Brillante 9' | Reporte   | Coca 17' · Peña 40' | Árbitro(s): Stéphane Lannoy        | Árbitro(s): Stéphane Lannoy |

| 25 de junio de 2013, 21:00 | Turquía | 0:1 (0:0) | Colombia     | Estadio Yeni Rize Şehir, Trabzon                            |                                                             |
|                            |         | Reporte   | Quintero 52' | Asistencia: 13 015 espectadores Árbitro(s): Noumandiez Doue | Asistencia: 13 015 espectadores Árbitro(s): Noumandiez Doue |

| 28 de junio de 2013, 21:00 | Australia    | 1:2 (0:0) | Turquía                      | Estadio Hüseyin Avni Aker, Trabzon                         |                                                            |
|                            | MacLaren 52' | Reporte   | Çalhanoğlu 54' · Yokuşlu 88' | Asistencia: 11 286 espectadores Árbitro(s): Roberto García | Asistencia: 11 286 espectadores Árbitro(s): Roberto García |

| 28 de junio de 2013, 21:00 | El Salvador | 0:3 (0:2) | Colombia                                           | Estadio Kamil Ocak, Gaziantep                           |                                                         |
|                            |             | Reporte   | Rentería 21' · Córdoba 25' (pen.) · Quintero 90+2' | Asistencia: 2 000 espectadores Árbitro(s): Néant Alioum | Asistencia: 2 000 espectadores Árbitro(s): Néant Alioum |

### Grupo D
| Equipo   | Pts | PJ | PG | PE | PP | GF | GC | Dif |
| -------- | --- | -- | -- | -- | -- | -- | -- | --- |
| Grecia1  | 5   | 3  | 1  | 2  | 0  | 3  | 2  | 1   |
| Paraguay | 5   | 3  | 1  | 2  | 0  | 3  | 2  | 1   |
| México   | 3   | 3  | 1  | 0  | 2  | 5  | 4  | 1   |
| Malí     | 2   | 3  | 0  | 2  | 1  | 2  | 5  | -3  |

| 22 de junio de 2013, 18:00 | México          | 1:2 (1:1) | Grecia                        | Estadio Kamil Ocak, Gaziantep                            |                                                          |
|                            | Espericueta 40' | Reporte   | Bouchalakis 16' · Kolovos 88' | Asistencia: 3 000 espectadores Árbitro(s): Peter O'Leary | Asistencia: 3 000 espectadores Árbitro(s): Peter O'Leary |

| 22 de junio de 2013, 21:00 | Paraguay | 1:1 (1:1) | Malí     | Estadio Kamil Ocak, Gaziantep                              |                                                            |
|                            | Rojas 7' | Reporte   | Niane 3' | Asistencia: 3 000 espectadores Árbitro(s): Nawaf Shukralla | Asistencia: 3 000 espectadores Árbitro(s): Nawaf Shukralla |

| 25 de junio de 2013, 18:00 | México | 0:1 (0:0) | Paraguay     | Estadio Kamil Ocak, Gaziantep |                            |
|                            |        | Reporte   | González 52' | Árbitro(s): Nicola Rizzoli    | Árbitro(s): Nicola Rizzoli |

| 25 de junio de 2013, 21:00 | Malí | 0:0     | Grecia | Estadio Kamil Ocak, Gaziantep                             |                                                           |
|                            |      | Reporte |        | Asistencia: 1 200 espectadores Árbitro(s): Roberto Moreno | Asistencia: 1 200 espectadores Árbitro(s): Roberto Moreno |

| 28 de junio de 2013, 18:00 | Grecia          | 1:1 (0:0) | Paraguay       | Estadio Hüseyin Avni Aker, Trebisonda                      |                                                            |
|                            | Diamantakos 68' | Reporte   | Montenegro 73' | Asistencia: 11 826 espectadores Árbitro(s): Bakary Gassama | Asistencia: 11 826 espectadores Árbitro(s): Bakary Gassama |

| 28 de junio de 2013, 18:00 | Malí       | 1:4 (0:2) | México                                          | Estadio Kamil Ocak, Gaziantep                           |                                                         |
|                            | Diallo 62' | Reporte   | Bueno 2' · Corona 12' · Escoboza 69' · Luna 86' | Asistencia: 2 000 espectadores Árbitro(s): Cüneyt Çakır | Asistencia: 2 000 espectadores Árbitro(s): Cüneyt Çakır |

### Grupo E
| Equipo     | Pts | PJ | PG | PE | PP | GF | GC | Dif |
| ---------- | --- | -- | -- | -- | -- | -- | -- | --- |
| Irak       | 7   | 3  | 2  | 1  | 0  | 6  | 4  | 2   |
| Chile      | 4   | 3  | 1  | 1  | 1  | 4  | 4  | 0   |
| Egipto     | 3   | 3  | 1  | 0  | 2  | 4  | 4  | 0   |
| Inglaterra | 2   | 3  | 0  | 2  | 1  | 3  | 5  | -2  |

| 23 de junio de 2013, 18:00 | Chile                    | 2:1 (1:1) | Egipto      | Estadio de la Universidad Akdeniz, Antalya                |                                                           |
|                            | Castillo 25' · Bravo 76' | Reporte   | Kahraba 10' | Asistencia: 3 148 espectadores Árbitro(s): Jonas Eriksson | Asistencia: 3 148 espectadores Árbitro(s): Jonas Eriksson |

| 23 de junio de 2013, 21:00 | Inglaterra               | 2:2 (1:0) | Irak                             | Estadio de la Universidad Akdeniz, Antalya                |                                                           |
|                            | Coady 41' · Williams 52' | Reporte   | Attiya 75' (pen.) · Kadhim 90+3' | Asistencia: 3 148 espectadores Árbitro(s): Roberto García | Asistencia: 3 148 espectadores Árbitro(s): Roberto García |

| 26 de junio de 2013, 18:00 | Chile               | 1:1 (1:0) | Inglaterra | Estadio de la Universidad Akdeniz, Antalya                 |                                                            |
|                            | Castillo 31' (pen.) | Reporte   | Kane 64'   | Asistencia: 3 246 espectadores Árbitro(s): Alireza Faghani | Asistencia: 3 246 espectadores Árbitro(s): Alireza Faghani |

| 26 de junio de 2013, 21:00 | Irak                               | 2:1 (1:1) | Egipto    | Estadio de la Universidad Akdeniz, Antalya               |                                                          |
|                            | Abdulhussein 33' · Abdulraheem 79' | Reporte   | Ahmed 27' | Asistencia: 3 246 espectadores Árbitro(s): Damir Skomina | Asistencia: 3 246 espectadores Árbitro(s): Damir Skomina |

| 29 de junio de 2013, 21:00 | Irak                        | 2:1 (1:1) | Chile    | Estadio de la Universidad Akdeniz, Antalya                 |                                                            |
|                            | Mahdi 15' · Saif Salman 66' | Reporte   | Mora 28' | Asistencia: 2 785 espectadores Árbitro(s): Stephane Lannoy | Asistencia: 2 785 espectadores Árbitro(s): Stephane Lannoy |

| 29 de junio de 2013, 21:00 | Egipto                     | 2:0 (0:0) | Inglaterra | Estadio Bursa Atatürk, Bursa                             |                                                          |
|                            | Trezeget 79' · Ahmed 90+3' | Reporte   |            | Asistencia: 3 445 espectadores Árbitro(s): Antonio Arias | Asistencia: 3 445 espectadores Árbitro(s): Antonio Arias |

### Grupo F
| Equipo        | Pts | PJ | PG | PE | PP | GF | GC | Dif |
| ------------- | --- | -- | -- | -- | -- | -- | -- | --- |
| Croacia       | 7   | 3  | 2  | 1  | 0  | 4  | 2  | 2   |
| Uruguay       | 6   | 3  | 2  | 0  | 1  | 6  | 1  | 5   |
| Uzbekistán    | 4   | 3  | 1  | 1  | 1  | 4  | 5  | -1  |
| Nueva Zelanda | 0   | 3  | 0  | 0  | 3  | 1  | 7  | -6  |

| 23 de junio de 2013, 18:00 | Nueva Zelanda | 0:3 (0:1) | Uzbekistán                                  | Estadio Bursa Atatürk, Bursa                             |                                                          |
|                            |               | Reporte   | Makhstaliev 14' · Sergeev 53' · Turapov 67' | Asistencia: 3 597 espectadores Árbitro(s): Antonio Arias | Asistencia: 3 597 espectadores Árbitro(s): Antonio Arias |

| 23 de junio de 2013, 20:00 | Uruguay | 0:1 (0:1) | Croacia   | Estadio Bursa Atatürk, Bursa                            |                                                         |
|                            |         | Reporte   | Rebić 41' | Asistencia: 3 597 espectadores Árbitro(s): Néant Alioum | Asistencia: 3 597 espectadores Árbitro(s): Néant Alioum |

| 26 de junio de 2013, 18:00 | Nueva Zelanda | 0:2 (0:1) | Uruguay                      | Estadio Bursa Atatürk, Bursa                               |                                                            |
|                            |               | Reporte   | De Arrascaeta 4' · López 75' | Asistencia: 3 393 espectadores Árbitro(s): Alberto Undiano | Asistencia: 3 393 espectadores Árbitro(s): Alberto Undiano |

| 26 de junio de 2013, 21:00 | Croacia    | 1:1 (0:1) | Uzbekistán    | Estadio Bursa Atatürk, Bursa                               |                                                            |
|                            | Livaja 65' | Reporte   | Rakhmanov 24' | Asistencia: 3 393 espectadores Árbitro(s): Víctor Carrillo | Asistencia: 3 393 espectadores Árbitro(s): Víctor Carrillo |

| 29 de junio de 2013, 18:00 | Uzbekistán | 0:4 (0:1) | Uruguay                                                       | Estadio de la Universidad Akdeniz, Antalya               |                                                          |
|                            |            | Reporte   | Acevedo 38' · López 47' · De Arrascaeta 64' · Bentancourt 77' | Asistencia: 2 785 espectadores Árbitro(s): Viktor Kassai | Asistencia: 2 785 espectadores Árbitro(s): Viktor Kassai |

| 29 de junio de 2013, 18:00 | Croacia                | 2:1 (1:0) | Nueva Zelanda     | Estadio Bursa Atatürk, Bursa                            |                                                         |
|                            | Perica 11' · Rebić 75' | Reporte   | Fenton 84' (pen.) | Asistencia: 3 445 espectadores Árbitro(s): Sandro Ricci | Asistencia: 3 445 espectadores Árbitro(s): Sandro Ricci |

### Mejores terceros
Entre los equipos que finalizaron en el tercer lugar de sus respectivos grupos, los cuatro mejores avanzarán a octavos de final, acorde con el reglamento de la competición.
| Equipo        | Gr | Pts | PJ | PG | PE | PP | GF | GC | Dif |
| ------------- | -- | --- | -- | -- | -- | -- | -- | -- | --- |
| Corea del Sur | B  | 4   | 3  | 1  | 1  | 1  | 4  | 4  | 0   |
| Uzbekistán    | F  | 4   | 3  | 1  | 1  | 1  | 4  | 5  | -1  |
| México        | D  | 3   | 3  | 1  | 0  | 2  | 5  | 4  | 1   |
| Ghana         | A  | 3   | 3  | 1  | 0  | 2  | 5  | 5  | 0   |
| Egipto        | E  | 3   | 3  | 1  | 0  | 2  | 4  | 4  | 0   |
| El Salvador   | C  | 3   | 3  | 1  | 0  | 2  | 2  | 7  | -5  |

Los emparejamientos de los octavos de final fueron definidos de la siguiente manera:
- Partido 1: 2.° del grupo A v 2.° del grupo C
- Partido 2: 1.° del grupo D v 3.° del grupo B/E/F
- Partido 3: 1.° del grupo B v 3.° del grupo A/C/D
- Partido 4: 1.° del grupo F v 2.° del grupo E
- Partido 5: 1.° del grupo E v 2.° del grupo D
- Partido 6: 1.° del grupo C v 3.° del grupo A/B/F
- Partido 7: 2.° del grupo B v 2.° del grupo F
- Partido 8: 1.° del grupo A v 3.° del grupo C/D/E

Los emparejamientos de los partidos 2, 3, 6 y 8 dependen de quienes sean los terceros lugares que se clasifiquen a los octavos de final. La siguiente tabla muestra las diferentes opciones para definir a los rivales de los ganadores de los grupos A, B, C y D.
     – Combinación que se dio en esta edición.
| Si los 4 mejores terceros son de los grupos: | El 1.° del grupo A juega con: | El 1.° del grupo B juega con: | El 1.° del grupo C juega con: | El 1.° del grupo D juega con: |
| -------------------------------------------- | ----------------------------- | ----------------------------- | ----------------------------- | ----------------------------- |
| A, B, C y D                                  | 3.° del grupo C               | 3.° del grupo D               | 3.° del grupo A               | 3.° del grupo B               |
| A, B, C y E                                  | 3.° del grupo C               | 3.° del grupo A               | 3.° del grupo B               | 3.° del grupo E               |
| A, B, C y F                                  | 3.° del grupo C               | 3.° del grupo A               | 3.° del grupo B               | 3.° del grupo F               |
| A, B, D y E                                  | 3.° del grupo D               | 3.° del grupo A               | 3.° del grupo B               | 3.° del grupo E               |
| A, B, D y F                                  | 3.° del grupo D               | 3.° del grupo A               | 3.° del grupo B               | 3.° del grupo F               |
| A, B, E y F                                  | 3.° del grupo E               | 3.° del grupo A               | 3.° del grupo B               | 3.° del grupo F               |
| A, C, D y E                                  | 3.° del grupo C               | 3.° del grupo D               | 3.° del grupo A               | 3.° del grupo E               |
| A, C, D y F                                  | 3.° del grupo C               | 3.° del grupo D               | 3.° del grupo A               | 3.° del grupo F               |
| A, C, E y F                                  | 3.° del grupo C               | 3.° del grupo A               | 3.° del grupo F               | 3.° del grupo E               |
| A, D, E y F                                  | 3.° del grupo D               | 3.° del grupo A               | 3.° del grupo F               | 3.° del grupo E               |
| B, C, D y E                                  | 3.° del grupo C               | 3.° del grupo D               | 3.° del grupo B               | 3.° del grupo E               |
| B, C, D y F                                  | 3.° del grupo C               | 3.° del grupo D               | 3.° del grupo B               | 3.° del grupo F               |
| B, C, E y F                                  | 3.° del grupo E               | 3.° del grupo C               | 3.° del grupo B               | 3.° del grupo F               |
| B, D, E y F                                  | 3.° del grupo E               | 3.° del grupo D               | 3.° del grupo B               | 3.° del grupo F               |
| C, D, E y F                                  | 3.° del grupo C               | 3.° del grupo D               | 3.° del grupo F               | 3.° del grupo E               |

## Segunda fase

### Cuadro
|  | Octavos de final   | Octavos de final |               |                | Cuartos de final | Cuartos de final |  |         | Semifinales | Semifinales |       |              | Final        | Final       |  |
|  | 2 y 3 de julio     | 2 y 3 de julio   |               |                | 6 y 7 de julio   | 6 y 7 de julio   |  |         | 10 de julio | 10 de julio |       |              | 13 de julio  | 13 de julio |  |
|  |                    |                  |               |                |                  |                  |  |         |             |             |       |              |              |             |  |
|  |                    |                  |               |                |                  |                  |  |         |             |             |       |              |              |             |  |
|  | Francia            | 4                |               |                |                  |                  |  |         |             |             |       |              |              |             |  |
|  | Francia            | 4                |               |                |                  |                  |  |         |             |             |       |              |              |             |  |
|  | Turquía            | 1                |               |                |                  |                  |  |         |             |             |       |              |              |             |  |
|  | Turquía            | 1                |               | Francia        | 4                |                  |  |         |             |             |       |              |              |             |  |
|  |                    |                  |               | Francia        | 4                |                  |  |         |             |             |       |              |              |             |  |
|  |                    |                  | Uzbekistán    | 0              |                  |                  |  |         |             |             |       |              |              |             |  |
|  | Grecia             | 1                | Uzbekistán    | 0              |                  |                  |  |         |             |             |       |              |              |             |  |
|  | Grecia             | 1                |               |                |                  |                  |  |         |             |             |       |              |              |             |  |
|  | Uzbekistán         | 3                |               |                |                  |                  |  |         |             |             |       |              |              |             |  |
|  | Uzbekistán         | 3                |               |                |                  |                  |  | Francia | 2           |             |       |              |              |             |  |
|  |                    |                  |               |                |                  |                  |  | Francia | 2           |             |       |              |              |             |  |
|  |                    |                  | Ghana         | 1              |                  |                  |  |         |             |             |       |              |              |             |  |
|  | Portugal           | 2                | Ghana         | 1              |                  |                  |  |         |             |             |       |              |              |             |  |
|  | Portugal           | 2                |               |                |                  |                  |  |         |             |             |       |              |              |             |  |
|  | Ghana              | 3                |               |                |                  |                  |  |         |             |             |       |              |              |             |  |
|  | Ghana              | 3                |               | Ghana (t.s.)   | 4                |                  |  |         |             |             |       |              |              |             |  |
|  |                    |                  |               | Ghana (t.s.)   | 4                |                  |  |         |             |             |       |              |              |             |  |
|  |                    |                  | Chile         | 3              |                  |                  |  |         |             |             |       |              |              |             |  |
|  | Croacia            | 0                | Chile         | 3              |                  |                  |  |         |             |             |       |              |              |             |  |
|  | Croacia            | 0                |               |                |                  |                  |  |         |             |             |       |              |              |             |  |
|  | Chile              | 2                |               |                |                  |                  |  |         |             |             |       |              |              |             |  |
|  | Chile              | 2                |               |                |                  |                  |  |         |             |             |       | Francia (p.) | 0 (4)        |             |  |
|  |                    |                  |               |                |                  |                  |  |         |             |             |       | Francia (p.) | 0 (4)        |             |  |
|  |                    |                  | Uruguay       | 0 (1)          |                  |                  |  |         |             |             |       |              |              |             |  |
|  | Irak (t.s.)        | 1                | Uruguay       | 0 (1)          |                  |                  |  |         |             |             |       |              |              |             |  |
|  | Irak (t.s.)        | 1                |               |                |                  |                  |  |         |             |             |       |              |              |             |  |
|  | Paraguay           | 0                |               |                |                  |                  |  |         |             |             |       |              |              |             |  |
|  | Paraguay           | 0                |               | Irak (p.)      | 3 (5)            |                  |  |         |             |             |       |              |              |             |  |
|  |                    |                  |               | Irak (p.)      | 3 (5)            |                  |  |         |             |             |       |              |              |             |  |
|  |                    |                  | Corea del Sur | 3 (4)          |                  |                  |  |         |             |             |       |              |              |             |  |
|  | Colombia           | 1 (7)            | Corea del Sur | 3 (4)          |                  |                  |  |         |             |             |       |              |              |             |  |
|  | Colombia           | 1 (7)            |               |                |                  |                  |  |         |             |             |       |              |              |             |  |
|  | Corea del Sur (p.) | 1 (8)            |               |                |                  |                  |  |         |             |             |       |              |              |             |  |
|  | Corea del Sur (p.) | 1 (8)            |               |                |                  |                  |  | Irak    | 1 (6)       |             |       |              |              |             |  |
|  |                    |                  |               |                |                  |                  |  | Irak    | 1 (6)       |             |       |              |              |             |  |
|  |                    |                  | Uruguay (p.)  | 1 (7)          |                  |                  |  |         |             |             |       |              |              |             |  |
|  | Nigeria            | 1                | Uruguay (p.)  | 1 (7)          |                  |                  |  |         |             |             |       |              |              |             |  |
|  | Nigeria            | 1                |               |                |                  |                  |  |         |             |             |       |              |              |             |  |
|  | Uruguay            | 2                |               |                |                  |                  |  |         |             |             |       |              |              |             |  |
|  | Uruguay            | 2                |               | Uruguay (t.s.) | 1                |                  |  |         |             |             |       | Tercer lugar | Tercer lugar |             |  |
|  |                    |                  |               | Uruguay (t.s.) | 1                |                  |  |         |             |             |       | Tercer lugar | Tercer lugar |             |  |
|  |                    |                  | España        | 0              |                  |                  |  |         |             |             |       |              |              |             |  |
|  | España             | 2                | España        | 0              |                  |                  |  |         |             |             | Ghana | 3            |              |             |  |
|  | España             | 2                |               |                |                  |                  |  |         |             |             | Ghana | 3            |              |             |  |
|  | México             | 1                |               |                |                  |                  |  |         |             |             |       |              | Irak         | 0           |  |
|  | México             | 1                |               |                |                  |                  |  |         |             |             |       |              | Irak         | 0           |  |
|  |                    |                  |               |                |                  |                  |  |         |             |             |       |              |              |             |  |

### Octavos de final
| 2 de julio de 2013, 18:00 | España               | 2:1 (0:1) | México      | Türk Telekom Arena, Estambul                               |                                                            |
|                           | Derik 74' · Jesé 90' | Reporte   | González 2' | Asistencia: 7 211 espectadores Árbitro(s): Alireza Faghani | Asistencia: 7 211 espectadores Árbitro(s): Alireza Faghani |

| 2 de julio de 2013, 18:00 | Grecia                | 1:3 (1:1) | Uzbekistán                                                  | Estadio Kamil Ocak, Gaziantep                               |                                                             |
|                           | Stafylifis 33' (pen.) | Reporte   | Makhstaliev 26' · Sergeev 62' (pen.) · Rakhmanov 83' (pen.) | Asistencia: 14 800 espectadores Árbitro(s): Noumandiez Doue | Asistencia: 14 800 espectadores Árbitro(s): Noumandiez Doue |

| 2 de julio de 2013, 21:00 | Nigeria    | 1:2 (0:0) | Uruguay              | Türk Telekom Arena, Estambul                             |                                                          |
|                           | Kayode 69' | Reporte   | López 65' 84' (pen.) | Asistencia: 7 211 espectadores Árbitro(s): Milorad Mazic | Asistencia: 7 211 espectadores Árbitro(s): Milorad Mazic |

| 2 de julio de 2013, 21:00 | Francia                                                  | 4:1 (2:0) | Turquía   | Estadio Kamil Ocak, Gaziantep                               |                                                             |
|                           | Kondogbia 18' · Bahebeck 34' · Sanogo 67' · Veretout 73' | Reporte   | Bakış 77' | Asistencia: 14 800 espectadores Árbitro(s): Alberto Undiano | Asistencia: 14 800 espectadores Árbitro(s): Alberto Undiano |

| 3 de julio de 2013, 18:00 | Portugal                    | 2:3 (0:1) | Ghana                              | Estadio Kadir Has, Kayseri                             |                                                        |
|                           | Ferreira 71' · Edgar Ié 73' | Reporte   | Ashia 19' · Anaba 79' · Boakye 85' | Asistencia: 4 977 espectadores Árbitro(s): Carlos Vera | Asistencia: 4 977 espectadores Árbitro(s): Carlos Vera |

| 3 de julio de 2013, 18:00 | Croacia | 0:2 (0:0) | Chile                               | Estadio Bursa Atatürk, Bursa                            |                                                         |
|                           |         | Reporte   | Castillo 81' · Šimunović 85' (a.g.) | Asistencia: 2 329 espectadores Árbitro(s): Walter López | Asistencia: 2 329 espectadores Árbitro(s): Walter López |

| 3 de julio de 2013, 21:00 | Colombia                                                                        | 1:1 (1:1, 0:1) (t. s.)(7:8 p.) | Corea del Sur                                          | Estadio Hüseyin Avni Aker, Trabzon                       |                                                          |
|                           | Quintero 90+4'                                                                  | Reporte                        | Song 16'                                               | Asistencia: 2 362 espectadores Árbitro(s): Damir Skomina | Asistencia: 2 362 espectadores Árbitro(s): Damir Skomina |
|                           |                                                                                 | Tiros desde el punto penal     |                                                        |                                                          |                                                          |
|                           | Quintero · Bonilla · Aguilar · Borja · Pérez · Perea · Mena · Vergara · Balanta |                                | Woo · Song · Kim · Sim · Yeon · Kang · Han · Cho · Lee |                                                          |                                                          |

| 3 de julio de 2013, 21:00 | Irak       | 1:0 (t. s.) | Paraguay | Estadio de la Universidad Akdeniz, Antalya                |                                                           |
|                           | Shakor 94' | Reporte     |          | Asistencia: 2 983 espectadores Árbitro(s): Roberto Moreno | Asistencia: 2 983 espectadores Árbitro(s): Roberto Moreno |

### Cuartos de final
| 6 de julio de 2013, 18:00 | Francia                                                        | 4:0 (3:0) | Uzbekistán | Estadio Yeni Rize Şehir, Rize                           |                                                         |
|                           | Sanogo 31' · Pogba 35' (pen.) · Thauvin 43' (pen.) · Zouma 64' | Reporte   |            | Asistencia: 2 057 espectadores Árbitro(s): Sandro Ricci | Asistencia: 2 057 espectadores Árbitro(s): Sandro Ricci |

| 6 de julio de 2013, 21:00 | Uruguay       | 1:0 (0:0, 0:0) (t. s.) | España | Estadio Bursa Atatürk, Bursa                              |                                                           |
|                           | Avenatti 103' | Reporte                |        | Asistencia: 7 035 espectadores Árbitro(s): Roberto García | Asistencia: 7 035 espectadores Árbitro(s): Roberto García |

| 7 de julio de 2013, 18:00 | Irak                                                                  | 3:3 (2:2, 2:1) (t. s.)(5:4 p.) | Corea del Sur                      | Estadio Kadir Has, Kayseri                              |                                                         |
|                           | Ali F. 21' (pen.) · Farhan 42' 118'                                   | Reporte                        | Kwon 25' · Lee 50' · Jung 120+2'   | Asistencia: 5 810 espectadores Árbitro(s): Ben Williams | Asistencia: 5 810 espectadores Árbitro(s): Ben Williams |
|                           |                                                                       | Tiros desde el punto penal     |                                    |                                                         |                                                         |
|                           | Ali F. · Dhurgham · Mohammed J. A. · Mohammed J. S. · Ali A. · Farhan |                                | Kim · Yeon · Han · Sim · Woo · Lee |                                                         |                                                         |

| 7 de julio de 2013, 21:00 | Ghana                                         | 4:3 (2:2, 1:2) (t. s.) | Chile                            | Türk Telekom Arena, Estambul                              |                                                           |
|                           | Odjer 11' · Assifuah 72' 120+1' · Salifu 113' | Reporte                | Castillo 23' · Henríquez 27' 98' | Asistencia: 6 632 espectadores Árbitro(s): Nicola Rizzoli | Asistencia: 6 632 espectadores Árbitro(s): Nicola Rizzoli |

### Semifinales
| 10 de julio de 2013, 18:00 | Francia         | 2:1 (1:0) | Ghana        | Estadio Bursa Atatürk, Bursa                               |                                                            |
|                            | Thauvin 43' 74' | Reporte   | Assifuah 47' | Asistencia: 6 314 espectadores Árbitro(s): Nawaf Shukralla | Asistencia: 6 314 espectadores Árbitro(s): Nawaf Shukralla |

| 10 de julio de 2013, 21:00 | Irak                                                                     | 1:1 (1:1, 1:0) (t. s.)(6:7 p.) | Uruguay                                                               | Estadio Hüseyin Avni Aker, Trabzon                        |                                                           |
|                            | Ali A. 34'                                                               | Reporte                        | Bueno 87'                                                             | Asistencia: 3 188 espectadores Árbitro(s): Jonas Eriksson | Asistencia: 3 188 espectadores Árbitro(s): Jonas Eriksson |
|                            |                                                                          | Tiros desde el punto penal     |                                                                       |                                                           |                                                           |
|                            | Ali F. · Mohammed J. S. · Ihab · Humam · Ali A. · Mohanad · Mahdi · Saif |                                | Rodríguez · Pais · Avenatti · Bueno · López · Rolán · Giménez · Silva |                                                           |                                                           |

### Tercer puesto
| 13 de julio de 2013, 18:00 | Ghana                                         | 3:0 (2:0) | Irak | Türk Telekom Arena, Estambul                             |                                                          |
|                            | Attamah 35' · Assifuah 45+1' · Acheampong 78' | Reporte   |      | Asistencia: 20 601 espectadores Árbitro(s): Sandro Ricci | Asistencia: 20 601 espectadores Árbitro(s): Sandro Ricci |

### Final
| 13 de julio de 2013, 21:00 | Francia                               | 0:0 (t. s.)(4:1 p.)        | Uruguay                           | Türk Telekom Arena, Estambul                               |                                                            |
|                            |                                       | Reporte                    |                                   | Asistencia: 20 601 espectadores Árbitro(s): Roberto García | Asistencia: 20 601 espectadores Árbitro(s): Roberto García |
|                            |                                       | Tiros desde el punto penal |                                   |                                                            |                                                            |
|                            | Pogba · Veretout · Ngando · Foulquier |                            | Velázquez · De Arrascaeta · Olaza |                                                            |                                                            |

|                             |
| Bandera de Francia          |
| Campeón Francia 1.er título |

## Estadísticas

### Tabla acumulada

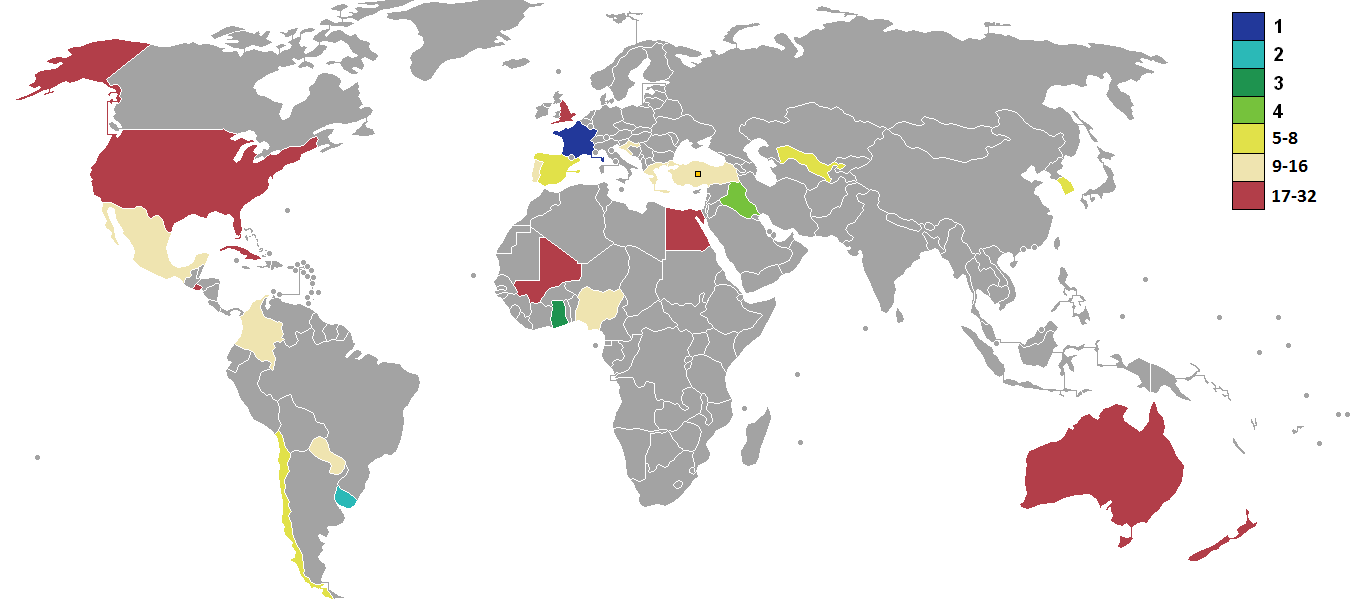
Mapa de los resultados de la Copa

| Equipo | Equipo         | Pts | PJ | PG | PE | PP | GF | GC | Dif | Rend. |
| ------ | -------------- | --- | -- | -- | -- | -- | -- | -- | --- | ----- |
| 1      | Francia        | 14  | 7  | 4  | 2  | 1  | 15 | 6  | +9  | 66,6% |
| 2      | Uruguay        | 14  | 7  | 4  | 2  | 1  | 10 | 3  | +7  | 66,6% |
| 3      | Ghana          | 12  | 7  | 4  | 0  | 3  | 16 | 12 | +4  | 57%   |
| 4      | Irak           | 12  | 7  | 3  | 3  | 1  | 11 | 11 | 0   | 57%   |
| 5      | España         | 12  | 5  | 4  | 0  | 1  | 9  | 4  | +5  | 80,0% |
| 6      | Chile          | 7   | 5  | 2  | 1  | 2  | 9  | 8  | +1  | 47%   |
| 7      | Uzbekistán     | 7   | 5  | 2  | 1  | 2  | 7  | 10 | -3  | 47%   |
| 8      | Corea del Sur  | 6   | 5  | 1  | 3  | 1  | 8  | 8  | 0   | 40,0% |
| 9      | Colombia       | 8   | 4  | 2  | 2  | 0  | 6  | 2  | +4  | 67%   |
| 10     | Portugal       | 7   | 4  | 2  | 1  | 1  | 12 | 7  | +5  | 58,3% |
| 11     | Croacia        | 7   | 4  | 2  | 1  | 1  | 4  | 4  | 0   | 58,3% |
| 12     | Nigeria        | 6   | 4  | 2  | 0  | 2  | 7  | 5  | +2  | 50%   |
| 13     | Turquía        | 6   | 4  | 2  | 0  | 2  | 6  | 6  | 0   | 50%   |
| 14     | Paraguay       | 5   | 4  | 1  | 2  | 1  | 3  | 3  | 0   | 41,7% |
| 15     | Grecia         | 5   | 4  | 1  | 2  | 1  | 4  | 5  | -1  | 41,7% |
| 16     | México         | 3   | 4  | 1  | 0  | 3  | 6  | 6  | 0   | 25%   |
| 17     | Egipto         | 3   | 3  | 1  | 0  | 2  | 4  | 4  | 0   | 33,3% |
| 18     | El Salvador    | 3   | 3  | 1  | 0  | 2  | 2  | 7  | -5  | 33,3% |
| 19     | Inglaterra     | 2   | 3  | 0  | 2  | 1  | 3  | 5  | -2  | 22,1% |
| 20     | Malí           | 2   | 3  | 0  | 2  | 1  | 2  | 5  | -3  | 22,1% |
| 21     | Australia      | 1   | 3  | 0  | 1  | 2  | 3  | 5  | -2  | 11,1% |
| 22     | Estados Unidos | 1   | 3  | 0  | 1  | 2  | 3  | 9  | -6  | 11,1% |
| 23     | Nueva Zelanda  | 0   | 3  | 0  | 0  | 3  | 1  | 7  | -6  | 0%    |
| 24     | Cuba           | 0   | 3  | 0  | 0  | 3  | 1  | 10 | -9  | 0%    |

### Goleadores
| Jugador                | Selección | Goles | Minutos |
| ---------------------- | --------- | ----- | ------- |
| Ebenezer Assifuah      | Ghana     | 6     | 586'    |
| Bruma                  | Portugal  | 5     | 360'    |
| Jesé Rodríguez         | España    | 5     | 429'    |
| Nicolás López          | Uruguay   | 4     | 414'    |
| Yaya Sanogo            | Francia   | 4     | 427'    |
| Nicolás Castillo       | Chile     | 4     | 266'    |
| Alberto Aladje         | Portugal  | 3     | 310'    |
| Farhan Shakor          | Irak      | 3     | 329'    |
| Abdul Ajagun           | Nigeria   | 3     | 360'    |
| Juan Fernando Quintero | Colombia  | 3     | 389'    |
| Florian Thauvin        | Francia   | 3     | 571'    |

| Lista completa | Lista completa | Lista completa | Lista completa | Lista completa |
| --- | -------------- | -------------- | -------------- | -------------- |
| \| Jugador \| Selección \| \| \| \| ------------------------ \| -------------- \| - \| ---- \| \| Ryu Seungwoo \| Corea del Sur \| 2 \| 229' \| \| Hassan Ahmed \| Irak \| 2 \| 270' \| \| Aminu Umar \| Nigeria \| 2 \| 274' \| \| Yiadom Boakye \| Ghana \| 2 \| 280' \| \| Ante Rebić \| Croacia \| 2 \| 295' \| \| Kwon Changhoon \| Corea del Sur \| 2 \| 309' \| \| Kennedy Ashia \| Ghana \| 2 \| 319' \| \| Gerard Deulofeu \| España \| 2 \| 319' \| \| Cenk Sahín \| Turquía \| 2 \| 343' \| \| Olarenwaju Kayode \| Nigeria \| 2 \| 354' \| \| Sardor Rakhmanov \| Uzbekistán \| 2 \| 360' \| \| Ángelo Henríquez \| Chile \| 2 \| 374' \| \| Jhon Córdoba \| Colombia \| 2 \| 379' \| \| Igor Sergeev \| Uzbekistán \| 2 \| 393' \| \| Abbosbek Makhstaliev \| Uzbekistán \| 2 \| 450' \| \| Jean Christophe Bahebeck \| Francia \| 2 \| 476' \| \| Giorgian De Arrascaeta \| Uruguay \| 2 \| 558' \| \| Ali Faez \| Irak \| 2 \| 630' \| \| Geoffrey Kondogbia \| Francia \| 2 \| 631' \| \| Frank Acheampong \| Ghana \| 2 \| 659' \| \| Ali Adnan \| España \| 2 \| 720' \| \| Rubén Bentancourt \| Uruguay \| 1 \| 23' \| \| Thibaut Vion \| Francia \| 1 \| 24' \| \| Daniel Cuevas \| Estados Unidos \| 1 \| 83' \| \| Uvaldo Luna \| México \| 1 \| 83' \| \| Sinan Bakis \| Turquía \| 1 \| 90' \| \| Felipe Mora \| Chile \| 1 \| 93' \| \| Gonzalo Bueno \| Uruguay \| 1 \| 99' \| \| Jamie MacLaren \| Australia \| 1 \| 109' \| \| Lee Gwanghun \| Corea del Sur \| 1 \| 115' \| \| Stipe Perica \| Croacia \| 1 \| 121' \| \| To Ze \| Portugal \| 1 \| 135' \| \| Arturo González \| México \| 1 \| 166' \| \| Brian Montenegro \| Paraguay \| 1 \| 174' \| \| Luke Williams \| Inglaterra \| 1 \| 176' \| \| Louis Fenton \| Nueva Zelanda \| 1 \| 179' \| \| Shane O'Neill \| Estados Unidos \| 1 \| 180' \| \| Okay Yokuslu \| Turquía \| 1 \| 195' \| \| Daniel De Silva \| Australia \| 1 \| 197' \| \| Jesús Escoboza \| México \| 1 \| 200' \| \| Diego Coca \| El Salvador \| 1 \| 209' \| \| Ricardo \| Portugal \| 1 \| 214' \| \| Andrés Rentería \| Colombia \| 1 \| 222' \| \| Michael Anaba \| Ghana \| 1 \| 224' \| \| Mahmoud Kahraba \| Egipto \| 1 \| 225' \| \| Samba Diallo \| Malí \| 1 \| 226' \| \| Marko Livaja \| Croacia \| 1 \| 240' \| \| Trezeget \| Egipto \| 1 \| 241' \| \| Paco Alcácer \| España \| 1 \| 245' \| \| José Peña \| El Salvador \| 1 \| 254' \| \| Harry Kane \| Inglaterra \| 1 \| 270' \| \| Edgar Ie \| Portugal \| 1 \| 270' \| \| Salih Ucan \| Turquía \| 1 \| 270' \| \| Adama Niane \| Malí \| 1 \| 270' \| \| Conor Coady \| Inglaterra \| 1 \| 270' \| \| Jorge Luis Rojas \| Paraguay \| 1 \| 270' \| \| Joshua Brillante \| Australia \| 1 \| 270' \| \| Luis Gil \| Estados Unidos \| 1 \| 270' \| \| Maykel Reyes \| Cuba \| 1 \| 270' \| \| Tiago Ferreira \| Portugal \| 1 \| 270' \| \| Christian Bravo \| Chile \| 1 \| 280' \| \| Jesús Corona \| México \| 1 \| 288' \| \| Felipe Avenatti \| Uruguay \| 1 \| 293' \| \| Andreas Bouchalakis \| Grecia \| 1 \| 299' \| \| Derlis González \| Paraguay \| 1 \| 329' \| \| Hakan Çalhanoğlu \| Turquía \| 1 \| 339' \| \| Marco Bueno \| México \| 1 \| 342' \| \| Dimitrios Diamantakos \| Grecia \| 1 \| 355' \| \| Jorge Espericueta \| México \| 1 \| 360' \| \| Dimitrios Kolovos \| Grecia \| 1 \| 360' \| \| Konstantinos Stafylidis \| Grecia \| 1 \| 360' \| \| Ammar Abdulhussein \| Irak \| 1 \| 365' \| \| Diyorjon Turapov \| Uzbekistán \| 1 \| 375' \| \| Moses Odjer \| Ghana \| 1 \| 390' \| \| Kim Hyun \| Corea del Sur \| 1 \| 399' \| \| Derik \| España \| 1 \| 464' \| \| Kurt Zouma \| Francia \| 1 \| 480' \| \| Song Juhun \| Corea del Sur \| 1 \| 510' \| \| Seidu Salifu \| Ghana \| 1 \| 570' \| \| Paul Pogba \| Francia \| 1 \| 570' \| \| Joseph Attamah \| Ghana \| 1 \| 570' \| \| Mahdi Kamil \| Irak \| 1 \| 586' \| \| Jordan Veretout \| Francia \| 1 \| 586' \| \| Gino Acevedo \| Uruguay \| 1 \| 598' \| \| Mohanad Abdulraheem \| Irak \| 1 \| 600' \| \| Saif Salman \| Irak \| 1 \| 720' \| |                |                |                |                |
| Jugador | Selección      | Goles          | Minutos        |                |
| Ryu Seungwoo | Corea del Sur  | 2              | 229'           |                |
| Hassan Ahmed | Irak           | 2              | 270'           |                |
| Aminu Umar | Nigeria        | 2              | 274'           |                |
| Yiadom Boakye | Ghana          | 2              | 280'           |                |
| Ante Rebić | Croacia        | 2              | 295'           |                |
| Kwon Changhoon | Corea del Sur  | 2              | 309'           |                |
| Kennedy Ashia | Ghana          | 2              | 319'           |                |
| Gerard Deulofeu | España         | 2              | 319'           |                |
| Cenk Sahín | Turquía        | 2              | 343'           |                |
| Olarenwaju Kayode | Nigeria        | 2              | 354'           |                |
| Sardor Rakhmanov | Uzbekistán     | 2              | 360'           |                |
| Ángelo Henríquez | Chile          | 2              | 374'           |                |
| Jhon Córdoba | Colombia       | 2              | 379'           |                |
| Igor Sergeev | Uzbekistán     | 2              | 393'           |                |
| Abbosbek Makhstaliev | Uzbekistán     | 2              | 450'           |                |
| Jean Christophe Bahebeck | Francia        | 2              | 476'           |                |
| Giorgian De Arrascaeta | Uruguay        | 2              | 558'           |                |
| Ali Faez | Irak           | 2              | 630'           |                |
| Geoffrey Kondogbia | Francia        | 2              | 631'           |                |
| Frank Acheampong | Ghana          | 2              | 659'           |                |
| Ali Adnan | España         | 2              | 720'           |                |
| Rubén Bentancourt | Uruguay        | 1              | 23'            |                |
| Thibaut Vion | Francia        | 1              | 24'            |                |
| Daniel Cuevas | Estados Unidos | 1              | 83'            |                |
| Uvaldo Luna | México         | 1              | 83'            |                |
| Sinan Bakis | Turquía        | 1              | 90'            |                |
| Felipe Mora | Chile          | 1              | 93'            |                |
| Gonzalo Bueno | Uruguay        | 1              | 99'            |                |
| Jamie MacLaren | Australia      | 1              | 109'           |                |
| Lee Gwanghun | Corea del Sur  | 1              | 115'           |                |
| Stipe Perica | Croacia        | 1              | 121'           |                |
| To Ze | Portugal       | 1              | 135'           |                |
| Arturo González | México         | 1              | 166'           |                |
| Brian Montenegro | Paraguay       | 1              | 174'           |                |
| Luke Williams | Inglaterra     | 1              | 176'           |                |
| Louis Fenton | Nueva Zelanda  | 1              | 179'           |                |
| Shane O'Neill | Estados Unidos | 1              | 180'           |                |
| Okay Yokuslu | Turquía        | 1              | 195'           |                |
| Daniel De Silva | Australia      | 1              | 197'           |                |
| Jesús Escoboza | México         | 1              | 200'           |                |
| Diego Coca | El Salvador    | 1              | 209'           |                |
| Ricardo | Portugal       | 1              | 214'           |                |
| Andrés Rentería | Colombia       | 1              | 222'           |                |
| Michael Anaba | Ghana          | 1              | 224'           |                |
| Mahmoud Kahraba | Egipto         | 1              | 225'           |                |
| Samba Diallo | Malí           | 1              | 226'           |                |
| Marko Livaja | Croacia        | 1              | 240'           |                |
| Trezeget | Egipto         | 1              | 241'           |                |
| Paco Alcácer | España         | 1              | 245'           |                |
| José Peña | El Salvador    | 1              | 254'           |                |
| Harry Kane | Inglaterra     | 1              | 270'           |                |
| Edgar Ie | Portugal       | 1              | 270'           |                |
| Salih Ucan | Turquía        | 1              | 270'           |                |
| Adama Niane | Malí           | 1              | 270'           |                |
| Conor Coady | Inglaterra     | 1              | 270'           |                |
| Jorge Luis Rojas | Paraguay       | 1              | 270'           |                |
| Joshua Brillante | Australia      | 1              | 270'           |                |
| Luis Gil | Estados Unidos | 1              | 270'           |                |
| Maykel Reyes | Cuba           | 1              | 270'           |                |
| Tiago Ferreira | Portugal       | 1              | 270'           |                |
| Christian Bravo | Chile          | 1              | 280'           |                |
| Jesús Corona | México         | 1              | 288'           |                |
| Felipe Avenatti | Uruguay        | 1              | 293'           |                |
| Andreas Bouchalakis | Grecia         | 1              | 299'           |                |
| Derlis González | Paraguay       | 1              | 329'           |                |
| Hakan Çalhanoğlu | Turquía        | 1              | 339'           |                |
| Marco Bueno | México         | 1              | 342'           |                |
| Dimitrios Diamantakos | Grecia         | 1              | 355'           |                |
| Jorge Espericueta | México         | 1              | 360'           |                |
| Dimitrios Kolovos | Grecia         | 1              | 360'           |                |
| Konstantinos Stafylidis | Grecia         | 1              | 360'           |                |
| Ammar Abdulhussein | Irak           | 1              | 365'           |                |
| Diyorjon Turapov | Uzbekistán     | 1              | 375'           |                |
| Moses Odjer | Ghana          | 1              | 390'           |                |
| Kim Hyun | Corea del Sur  | 1              | 399'           |                |
| Derik | España         | 1              | 464'           |                |
| Kurt Zouma | Francia        | 1              | 480'           |                |
| Song Juhun | Corea del Sur  | 1              | 510'           |                |
| Seidu Salifu | Ghana          | 1              | 570'           |                |
| Paul Pogba | Francia        | 1              | 570'           |                |
| Joseph Attamah | Ghana          | 1              | 570'           |                |
| Mahdi Kamil | Irak           | 1              | 586'           |                |
| Jordan Veretout | Francia        | 1              | 586'           |                |
| Gino Acevedo | Uruguay        | 1              | 598'           |                |
| Mohanad Abdulraheem | Irak           | 1              | 600'           |                |
| Saif Salman | Irak           | 1              | 720'           |                |

### Asistencias
| Jugador                  | Selección     | Asistencias | Minutos |
| ------------------------ | ------------- | ----------- | ------- |
| Frank Acheampong         | Ghana         | 3           | 659'    |
| Ricardo                  | Portugal      | 2           | 214'    |
| Harry Kane               | Inglaterra    | 2           | 270'    |
| Yiadom Boakye            | Ghana         | 2           | 280'    |
| Kwon Changhoon           | Corea del Sur | 2           | 309'    |
| Olarenwaju Kayode        | Nigeria       | 2           | 354'    |
| Bruma                    | Portugal      | 2           | 360'    |
| Jorge Espericueta        | México        | 2           | 360'    |
| Abbosbek Makhstaliev     | Uzbekistán    | 2           | 450'    |
| Jean Christophe Bahebeck | Francia       | 2           | 476'    |
| Giorgian De Arrascaeta   | Uruguay       | 2           | 558'    |
| Geoffrey Kondogbia       | Francia       | 2           | 631'    |
| Nicolás López            | Uruguay       | 2           | 654'    |

| Lista completa | Lista completa | Lista completa | Lista completa | Lista completa |
| --- | -------------- | -------------- | -------------- | -------------- |
| \| Jugador \| Selección \| \| \| \| ----------------------- \| ---------- \| - \| ---- \| \| To Ze \| Portugal \| 1 \| 135' \| \| Brian Montenegro \| Paraguay \| 1 \| 174' \| \| Andrés Rentería \| Colombia \| 1 \| 222' \| \| Marko Livaja \| Croacia \| 1 \| 240' \| \| Edgar Ie \| Portugal \| 1 \| 270' \| \| Salih Ucan \| Turquía \| 1 \| 270' \| \| Hassan Ahmed \| Egipto \| 1 \| 270' \| \| Aminu Umar \| Uruguay \| 1 \| 274' \| \| Christian Bravo \| Chile \| 1 \| 280' \| \| Felipe Avenatti \| Uruguay \| 1 \| 293' \| \| Ante Rebić \| Croacia \| 1 \| 295' \| \| Gerard Deulofeu \| España \| 1 \| 319' \| \| Hakan Çalhanoğlu \| Turquía \| 1 \| 339' \| \| Marco Bueno \| México \| 1 \| 342' \| \| Cenk Sahín \| Turquía \| 1 \| 343' \| \| Dimitrios Diamantakos \| Grecia \| 1 \| 355' \| \| Konstantinos Stafylidis \| Grecia \| 1 \| 360' \| \| Abdul Ajagun \| Nigeria \| 1 \| 360' \| \| Juan Fernando Quintero \| Colombia \| 1 \| 389' \| \| Moses Odjer \| Ghana \| 1 \| 390' \| \| Igor Sergeev \| Uzbekistán \| 1 \| 393' \| \| Jesé Rodríguez \| España \| 1 \| 429' \| \| Seidu Salifu \| Ghana \| 1 \| 570' \| \| Paul Pogba \| Francia \| 1 \| 570' \| \| Florian Thauvin \| Francia \| 1 \| 571' \| \| Mahdi Kamil \| Irak \| 1 \| 586' \| \| Mohanad Abdulraheem \| Irak \| 1 \| 600' \| \| Yaya Sanogo \| Francia \| 1 \| 637' \| \| Ali Adnan \| Irak \| 1 \| 720' \| |                |                |                |                |
| Jugador | Selección      | Asistencias    | Minutos        |                |
| To Ze | Portugal       | 1              | 135'           |                |
| Brian Montenegro | Paraguay       | 1              | 174'           |                |
| Andrés Rentería | Colombia       | 1              | 222'           |                |
| Marko Livaja | Croacia        | 1              | 240'           |                |
| Edgar Ie | Portugal       | 1              | 270'           |                |
| Salih Ucan | Turquía        | 1              | 270'           |                |
| Hassan Ahmed | Egipto         | 1              | 270'           |                |
| Aminu Umar | Uruguay        | 1              | 274'           |                |
| Christian Bravo | Chile          | 1              | 280'           |                |
| Felipe Avenatti | Uruguay        | 1              | 293'           |                |
| Ante Rebić | Croacia        | 1              | 295'           |                |
| Gerard Deulofeu | España         | 1              | 319'           |                |
| Hakan Çalhanoğlu | Turquía        | 1              | 339'           |                |
| Marco Bueno | México         | 1              | 342'           |                |
| Cenk Sahín | Turquía        | 1              | 343'           |                |
| Dimitrios Diamantakos | Grecia         | 1              | 355'           |                |
| Konstantinos Stafylidis | Grecia         | 1              | 360'           |                |
| Abdul Ajagun | Nigeria        | 1              | 360'           |                |
| Juan Fernando Quintero | Colombia       | 1              | 389'           |                |
| Moses Odjer | Ghana          | 1              | 390'           |                |
| Igor Sergeev | Uzbekistán     | 1              | 393'           |                |
| Jesé Rodríguez | España         | 1              | 429'           |                |
| Seidu Salifu | Ghana          | 1              | 570'           |                |
| Paul Pogba | Francia        | 1              | 570'           |                |
| Florian Thauvin | Francia        | 1              | 571'           |                |
| Mahdi Kamil | Irak           | 1              | 586'           |                |
| Mohanad Abdulraheem | Irak           | 1              | 600'           |                |
| Yaya Sanogo | Francia        | 1              | 637'           |                |
| Ali Adnan | Irak           | 1              | 720'           |                |

## Premios y reconocimientos

### Bota de oro
| Jugador           | Selección | Goles | Asistencias | Minutos |
| ----------------- | --------- | ----- | ----------- | ------- |
| Ebenezer Assifuah | Ghana     | 6     | 0           | 586'    |
| Bruma             | Portugal  | 5     | 2           | 360'    |
| Jesé Rodríguez    | España    | 5     | 1           | 429'    |

| Lista completa | Lista completa | Lista completa | Lista completa | Lista completa |
| --- | -------------- | -------------- | -------------- | -------------- |
| \| Jugador \| Selección \| \| \| \| \| ---------------------- \| --------- \| - \| - \| ---- \| \| Nicolás López \| Uruguay \| 4 \| 2 \| 534' \| \| Yaya Sanogo \| Francia \| 4 \| 1 \| 517' \| \| Nicolás Castillo \| Chile \| 4 \| 0 \| 386' \| \| Abdul Ajagun \| Nigeria \| 3 \| 1 \| 360' \| \| Juan Fernando Quintero \| Colombia \| 3 \| 1 \| 389' \| \| Florian Thauvin \| Francia \| 3 \| 1 \| 451' \| \| Farhan Shakor \| Irak \| 3 \| 0 \| 294' \| \| Alberto Aladje \| Portugal \| 3 \| 0 \| 310' \| |                |                |                |                |
| Jugador | Selección      | Goles          | Asistencias    | Minutos        |
| Nicolás López | Uruguay        | 4              | 2              | 534'           |
| Yaya Sanogo | Francia        | 4              | 1              | 517'           |
| Nicolás Castillo | Chile          | 4              | 0              | 386'           |
| Abdul Ajagun | Nigeria        | 3              | 1              | 360'           |
| Juan Fernando Quintero | Colombia       | 3              | 1              | 389'           |
| Florian Thauvin | Francia        | 3              | 1              | 451'           |
| Farhan Shakor | Irak           | 3              | 0              | 294'           |
| Alberto Aladje | Portugal       | 3              | 0              | 310'           |

### Balón de oro
El Balón de Oro fue para el mejor futbolista del torneo.
| Jugador          | Selección |
| Paul Pogba       | Francia   |
| ---------------- | --------- |
| Nicolás López    | Uruguay   |
| Clifford Aboagye | Ghana     |

### Guante de Oro
El Guante de Oro fue para el mejor arquero del torneo.
| Jugador             | Selección |
| Guillermo De Amores | Uruguay   |
| ------------------- | --------- |

### Premio Fair Play
El Premio Fair Play de la FIFA distinguió al equipo con el mejor registro disciplinario de la competición. 
| Selección |
| España    |
| --------- |

### Jugador del partido
Tras cada partido disputado, el sitio oficial de la FIFA, en sus resúmenes indica cuál fue el futbolista destacado en cada uno de los encuentros.

| Fase de grupos - Fecha 1 | Fase de grupos - Fecha 1 | Fase de grupos - Fecha 2 | Fase de grupos - Fecha 2 | Fase de grupos - Fecha 3 | Fase de grupos - Fecha 3 | Segunda fase           | Segunda fase |
| Jugador                  | Partido                  | Jugador                  | Partido                  | Jugador                  | Partido                  | Jugador                | Partido      |
| ------------------------ | ------------------------ | ------------------------ | ------------------------ | ------------------------ | ------------------------ | ---------------------- | ------------ |
| Geoffrey Kondogbia       | 2:1                      | Yaya Sanogo              | 1:1                      | Jesé Rodríguez           | 2:1                      | Derik Osede            | 2:1          |
| Jesé Rodríguez           | 1:4                      | Jesé Rodríguez           | 1:0                      | Frank Acheampong         | 4:1                      | Abbosbek Makhstaliev   | 1:3          |
| Chang-Hoon Kwon          | 1:2                      | Abdul Ajagun             | 0:3                      | Abdul Ajagun             | 0:1                      | Nicolás López          | 1:2          |
| Bruma                    | 2:3                      | Kim Hyun                 | 2:2                      | Bruma                    | 5:0                      | Yaya Sanogo            | 4:1          |
| Daniel De Silva          | 1:1                      | Diego Coca               | 1:2                      | Hakan Çalhanoğlu         | 1:2                      | Kennedy Ashia          | 2:3          |
| Salih Ucan               | 3:0                      | Juan Fernando Quintero   | 0:1                      | Juan Fernando Quintero   | 0:3                      | Nicolás Castillo       | 0:2          |
| Dimitrios Diamantakos    | 1:2                      | Derlis González          | 0:1                      | Dimitrios Diamantakos    | 1:1                      | Juan Fernando Quintero | 1:1          |
| Jorge Rojas              | 1:1                      | Andreas Bouchalakis      | 0:0                      | Marco Bueno              | 1:4                      | Farhan Shakor          | 1:0          |
| Christian Bravo          | 2:1                      | Nicolás Castillo         | 1:1                      | Ali Faez                 | 2:1                      | Yaya Sanogo            | 4:0          |
| Ali Faez Atiyah          | 2:2                      | Hassan Ahmed             | 2:1                      | Trezeget                 | 2:0                      | Felipe Avenatti        | 1:0          |
| Diyorjon Turapov         | 0:3                      | Giorgian De Arrascaeta   | 0:2                      | Nicolás López            | 0:4                      | Ali Faez Atiyah        | 3:3          |
| Ante Rebić               | 0:1                      | Sardor Rakhmanov         | 1:1                      | Stipe Perica             | 2:1                      | Nicolás Castillo       | 4:3          |
|                          |                          |                          |                          |                          |                          | Florian Thauvin        | 2:1          |
|                          |                          |                          |                          |                          |                          | Ali Adnan              | 1:1          |
|                          |                          |                          |                          |                          |                          | Joseph Attamah         | 3:0          |
|                          |                          |                          |                          |                          |                          | Alphonse Aréola        | 0:0          |